# Беатрикс Нидерландска
Беатрикс Нидерландска (на нидерландски: Beatrix Wilhelmina Armgard van Oranje-Nassau) е кралица на Нидерландия (1980 – 2013) и принцеса на Оранж-Насау и Липе-Бистерфелд.

## Биография

### Ранни години
Тя е първородната дъщеря на Бернхард Нидерландски и Юлиана Нидерландска. Родена е в Барн, Нидерландия. Когато избухва Втората световна война, семейството напуска страната и отива в Обединеното кралство. Месец по-късно Юлиана Нидерландска отива в Отава, Канада заедно с Беатрикс и малката ѝ сестра, а принц Бернхарт остава в Лондон по време на войната. Семейството се завръща в Нидерландия на 2 август 1945 г.
Беатрикс продължава основното си образование, започнато в Канада. През 1956 г. постъпва в университета в Лайден и го завършва през 1961 г. Тя е почетен доктор на университета в Лайден от 2005 г.

### Брак
През 1964 г. Беатрикс се запознава с германския дипломат Клаус фон Амсберг. Връзката им и идеята за брак между двамата не се одобряват от много нидерландци заради участието на Амсберг в Хитлерюгенд и Вермахта по времето на Втората световна война. По време на сватбената церемония, състояла се на 10 март 1966 г., извън двореца има бурни публични протести. Впоследствие тези отрицателни настроения са преодолени.
Двамата с принц Клаус имат 3 сина. Съпругът на Беатрикс умира през 2002 г.

### Управление
На 30 април 1980 г. Юлиана Нидерландска абдикира в полза на дъщеря си Беатрикс, която става новата кралица на Нидерландия.
Кралица Беатрикс е активно ангажирана в политическия живот на Нидерландия. Тя издава кралски декрети, подписва законодателни актове на парламента, редовно се среща с премиера, министрите и държавните секретари. Оглавява Държавния съвет, член на който е от 18-годишна възраст. Посреща чуждестранни държавни глави и премиери, както и сама осъществява ежегодно визити в други страни. Следи събитията в страната и присъства на работни посещения в провинциите във връзка с проблеми, свързани с правосъдието, земеделието, малцинствата и околната среда.
В телевизионно обръщение към нацията кралицата обявява, че абдикира от престола в полза на своя най-голям син престолонаследника Вилем-Александър Орански. Официалната церемония е на 30 април т.г. – Деня на кралицата (рождения ден на нейната майка и предишна кралица), който се преименува на Ден на краля.
След абдикацията бившата кралица Беатрикс носи титлата принцеса.

## Интереси
Беатрикс се занимава със скулптура, има интереси в областта на живописта, музиката и балета. Сред предпочитаните от нея спортни занимания са тенис, ски, ветроходство, езда.

## Потомство
Кралица Беатрикс и принц Клаус имат 3 деца:
- крал Вилем-Александър Нидерландски (р. 27 април 1967 г.) – първи наследник от мъжки пол на нидерландския престол от почти 100 години[3]
- принц Йохан-Фрисо Орански (р. 25 септември 1968 г.)
- принц Константейн Орански (р. 11 октомври 1969 г.)